# Africa, Prelude to Victory
Afrika, Prelude to Victory ist ein US-amerikanischer Dokumentarfilm aus dem Jahr 1942.

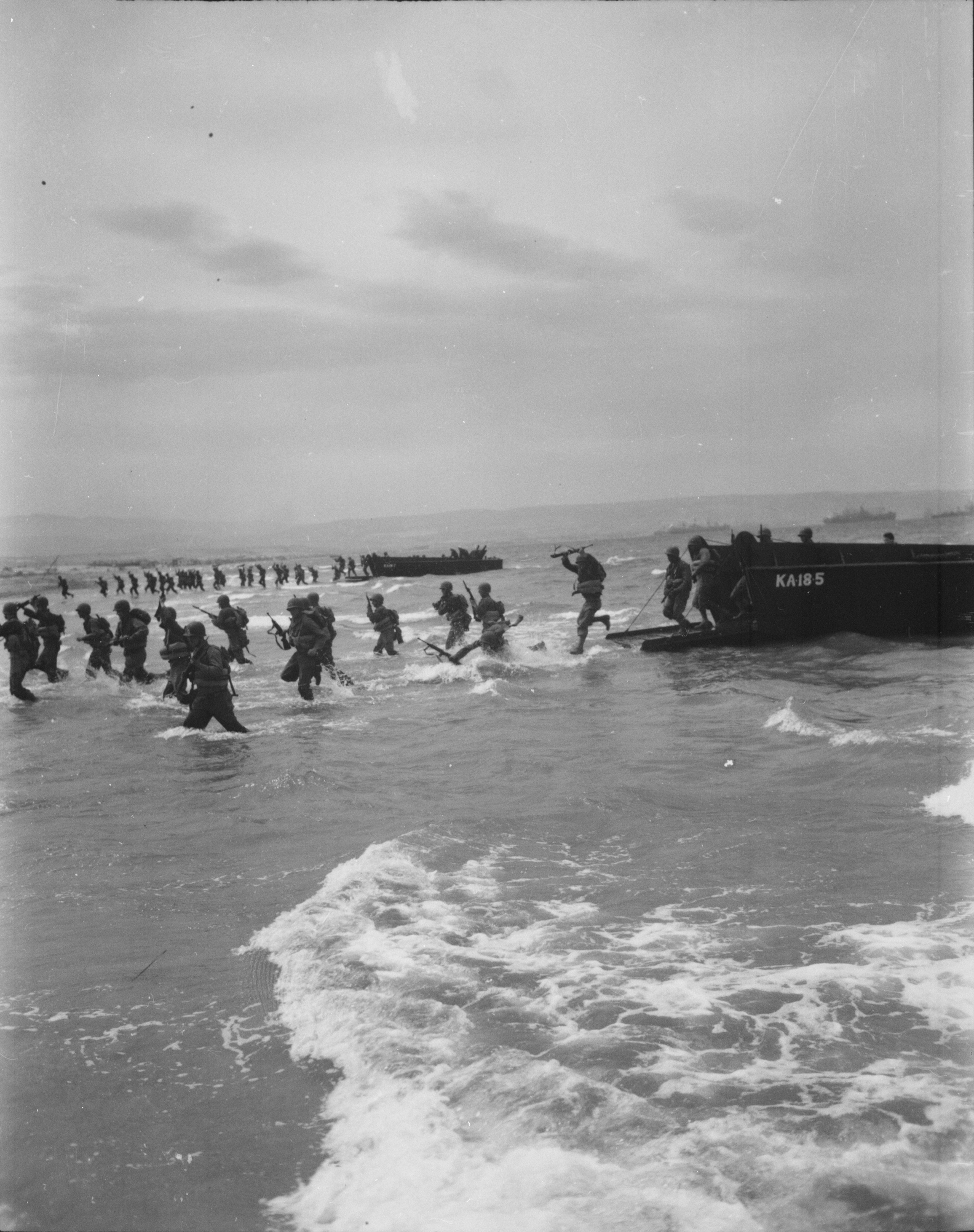
Amerikanische Landungstruppen in Nordafrika

## Inhalt
Der Film stellt die Frage: „Haben wir einen Masterplan für den endgültigen Sieg?“ und führt aus, dass dies die Geschichte sei, wie Amerika den Weg für die Invasion in Nordafrika – diese große Offensive der Vereinten Nationen – geplant habe. Die Region Französisch-Nordafrika war im Zweiten Weltkrieg Kriegsschauplatz, als amerikanische und britische Truppen im November 1942 im Rahmen der Operation Torch dort landeten.
Der Film beschreibt die Vorbereitungen, die für eine Invasion in Nordafrika getroffen werden. Es gibt einen Erklärungsversuch, warum französische Kommandeure faschistische Regierungen in Afrika unterstützen. Auch über Geheimdienstaktivitäten der Alliierten in Algerien wird gesprochen. Präsident Franklin D. Roosevelt, 32. Präsident der Vereinigten Staaten von 1933 bis zu seinem Tod 1945, und Winston Churchill, Premierminister Großbritanniens von 1940 bis 1945, treffen im Weißen Haus zusammen. Cordell Hull, Außenminister der Vereinigten Staaten von 1933 bis 1944, und Sumner Welles, stellvertretender Außenminister der Vereinigten Staaten von 1937 bis 1943, beraten sich.
Marshall Philippe Pétain, autoritärer Chef de l’État (Staatschef), der die Führung des mit dem nationalsozialistischen Deutschen Reich kollaborierenden Vichy-Regimes von 1940 bis 1944 innehatte, und Adm. William Daniel Leahy, erster Fleet-Admiral der United States Navy, treffen in Vichy ein. Der Diplomat Robert D. Murphy beordert Geheimdienstkräfte nach Algerien.
Straßenszenen aus Algier werden gezeigt und Stellungen der Französischen Fremdenlegion.
Der Einfluss des mit den Deutschen kollaborierenden Vichy-Regimes wird ebenso angerissen wie die Defensivstärke der französischen Truppen in Tunis. Zum Abschluss werden französische Truppen in der Wüste sowie auf Trockendocks und Szenen aus Tunis gezeigt.

## Hintergrund
Diese Kurzfilme wurden in den Kinos als Erweiterung der Artikel aus den Zeitschriften Time und  Life gezeigt. Africa, Prelude to Victory gehört zu einer Serie von Produktionen mit dem Titel March of Time Documentary, die Filme mit aktuellen Bezügen zur US-Geschichte, zur Regierung, Politik und Kultur und internationale Angelegenheiten von Bedeutung in dem Zeitraum von 1935 bis 1953 umfassten. Der Film firmierte auch unter dem Titel: „March of Time, Vo. 9, No. 4“.
Mitwirkende des Films waren Autoren des US National Archives, herangezogen wurden Produktionen des Archivarischen Materials (e):Zeit.
Der Film wurde am 27. Mai 1943 unter dem Titel Preludio a la victoria erstmals in Mexiko gezeigt.

## Auszeichnung
Der von The March of Time herausgebrachte Film war auf der Oscarverleihung 1943 für einen Oscar in der Kategorie „Bester Dokumentarfilm“ nominiert, musste den Vortritt jedoch den Produktionen Schlacht um Midway, Kokoda Front Line!, Moscow Strikes Back und Vorspiel zum Krieg überlassen.